# Каспийская султанка
Каспийская султанка или сероголовая султанка (лат. Porphyrio poliocephalus) —  вид султанки, встречающийся от Ближнего Востока и Индийского субконтинента до южного Китая и северного Таиланда. Раньше считалась группой  подвидов султанки (в широком смысле), но в 2015 году получил статус отдельного вида. Сегодня султанка в старом понимании считается надвидом, и каждая из её шести рас считается полноценным видом. На территории России встречается подвид P. p. seistanicus.  

## Описание
Яркая по раскраске птица размером с курицу, размером 70—90 см, весом 700—1000 г, с длинными ногами и массивным клювом характерной формы, переходящим в крупный лобный щиток. Лобный щиток и клюв красно-оранжевого цвета с крупными линейными пятнами коричневого цвета по бокам и сверху. Оперение головы преимущественно серое, переходящее в бирюзово-зелёный спереди и синий цвет сзади. Шея удлинённая, спереди окраска бирюзово-зелёная, продолжающаяся на переднюю и верхнюю часть груди, по бокам и сзади шея — синяя, этот цвет переходит на туловище, спину, где становится темнее. Надхвостье почти чёрное, а подхвостье наоборот — белое. Ноги красно-оранжевого цвета, а в области суставов — тёмно-серого цвета.

## Образ жизни

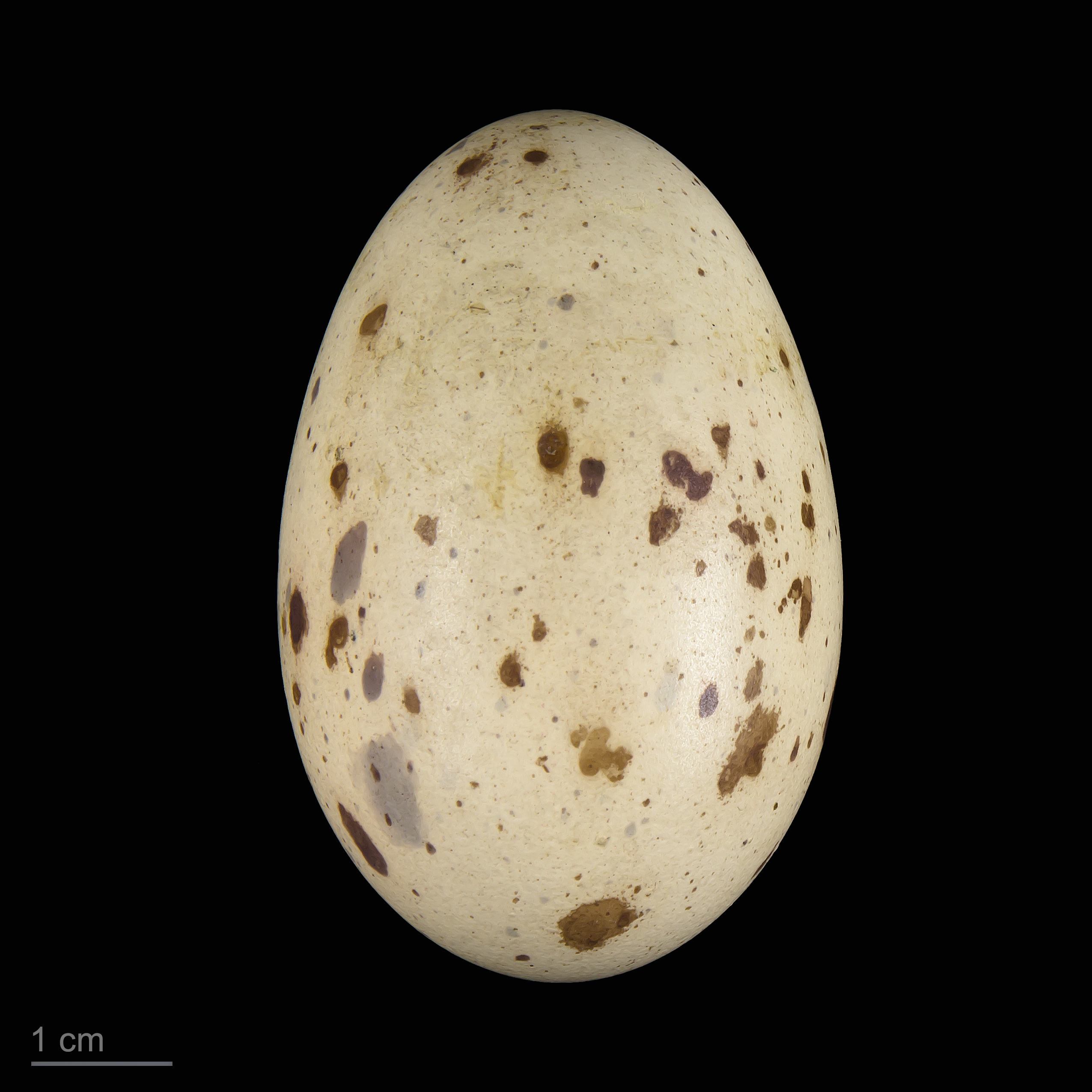
Яйцо Porphyrio poliocephalus из Сейстана - Тулузский музей

Султанка сероголовая — обитатель пресноводных болот, подтопляемых территорий, рек и ручьёв с заболоченной прибрежной местностью, богатой растительностью. Птицы держатся группами, по 2—9 особей, подрастающие птенцы обычно в течение 2—3 лет находятся в материнской группе. Летает довольно неуклюже, но способна преодолевать значительные расстояния. Регулярных перелётов на дальние расстояния не совершает, возможна сезонная миграция из-за изменения местных условий (высыхания болот, например).
Является всеядной, предпочитает добывать пищу в сумеречное время, ходит по болотной растительности, легко может взбираться на стебли растений, кусты, питается в основном стеблями, корнями, семенами и цветами растений, в меньшей степени — членистоногими, мелкой рыбой, грызунами, также разоряет гнёзда мелких птиц, поедая их яйца и птенцов.
Период размножения приходится на влажный сезон года в месте обитания. Самец искусно демонстрирует ухаживание, держа в клюве водоросли и кланяясь самке с громким криком, отдаленно напоминающим смешок. Султанки вьют гнёзда из стеблей растений на земле, в кустах у водной кромки или делают его плавающим на воде, тщательно спрятав в густых зарослях тростника или камыша. Часто несколько самок откладывают яйца в одно гнездо и поочерёдно вместе с самцами их насиживают. Вылупление птенцов происходит на 23—27 день. Самки и самцы заботятся о птенцах в течение 25—40 дней, помогая им добывать пищу.  Птенцы примерно через 60 дней оперяются. Половозрелость наступает через 1—2 года. Продолжительность жизни в дикой природе в среднем 8—9 лет. 

## Интересные факты
Каспийская султанка была случайно интродуцирована в штате Флорида (США) в конце 1990-х годов,  основателями дикой популяции были птицы сбежавшие из центров разведения  в Пемброк-Пайнсе, Флорида. Вначале биологи штата пытались пресечь проникновение и укоренение вида по дикой природе, но птицы прекрасно прижились и размножились так, что сейчас их можно найти во многих районах южной Флориды. Орнитологи Флориды считают, что вполне вероятно, что каспийская султанка станет неотъемлемой частью орнитофауны Флориды в ближайшее время.  Это вид был включён в контрольный список Американской ассоциации птицеводов в феврале 2013 года.

## Подвиды
Международный союз орнитологов выделяет три подвида:
- Porphyrio poliocephalus poliocephalus (Latham, 1801) — от Индии и Шри-Ланки до юго-восточного Китая и северного Таиланда, Андаманские и Никобарские острова.
- Porphyrio poliocephalus seistanicus Zarudny & Härms, 1911 — от юго-востока Турции до Каспийского моря, северо-запада Ирана, Ирака и до Пакистана и северо-запада Индии.
- Porphyrio poliocephalus viridis Begbie, 1834 — от юга Мьянмы до центральных и южных районов Индокитая и Малайского полуострова.